# Cosmolinea B-1
Cosmolinea B-1 è un'antologia di 34 racconti di fantascienza dello scrittore statunitense Fredric Brown, scritti fra il 1941 ed il 1950, e pubblicata in Italia nel 1982 da Mondadori nella collana la Biblioteca di Urania. L'antologia è stata ripubblicata nel 2013 all'interno della collana Urania Millemondi, volume nel quale sono stati inseriti solo i primi 29 racconti dell'edizione del 1982. Il seguito ideale è costituito dall'antologia Cosmolinea B-2.

## Racconti
- Per questa volta, no, (Not Yet the End), 1941
- Armageddon, (Armageddon), 1941
- Etaoin Shrdlu, (Etaoin Shrdlu), 1941
- Astrotopolino, (The Star Mouse), 1942
- Ultimosauro, (Starvation), 1942
- Il nuovo arrivato, (The New One), 1942
- L'angelico lombrico, (The Angelic Angleworm), 1943
- Dentro il cappello, (The Hat Trick), 1943
- La famiglia Geezenstack, (The Geezenstacks), 1943
- Incubo a occhi aperti, (Daymare), 1943
- Paradosso perduto, (Paradox Lost), 1943
- ...E gli dei risero, (... And the Gods Laughed), 1943
- Niente di Sirio, (Nothing Sirius), 1944
- Il principio di Yehudi, (The Yehudi Principle), 1944
- Il duello, (Arena), 1944
- Gli ondicoli, (The Waveries), 1945
- Che succede lassù?, (Pi in the Sky), 1945
- Pianeta da pazzi, (Placet is a Crazy Place), 1946
- Chi è, (Knock), 1948
- Tutti i Bem di buona volontà, (All God Bems), 1949
- Il topo, (Mouse), 1949
- Vieni e impazzisci, (Come and Go Mad), 1949
- Crisi 1999, (Crisis 1999), 1949
- Lettera a una Fenice, (Letter to a Phoenix), 1949
- Fuga nel buio, (Gateway to Darkness), 1949
- L'ultimo treno, (The Last Train), 1950
- Rappresaglia, (Vengeange Fleet), 1950
- Da queste ceneri, (From These Ashes), 1950
- Ma che bel Frunz!, (The Frownzly Florgels), 1950
- Disciplina[1], (Obedience), 1950
- L'ultimo marziano[1], (The Last Martian), 1950
- Luna, luna di miele[1], (Honeymoon in Hell), 1950
- Topolino colpisce ancora[1], (Mikey Rides Again), 1950
- Vaccinazione[1], (Six-Legged Svengali), 1950 (con Mack Reynolds)

## Edizioni
- Fredric Brown, Cosmolinea B-1, Biblioteca di Urania n. 11, Mondadori, 1982,  p. 540.
- Fredric Brown, Cosmolinea B-1, Urania Millemondi Inverno n.62, Mondadori, 2013,  p. 450.